# 키오가호

키오가 호수

키오가호(Lake Kyoga, 쿄가 호)는 마신디 고원과 함께 앨버트호와 빅토리아 니안자 사이에 위치한다. 키오가호수 주변에는 콰니아호와 코줴리호, 아데호, 나살호, 비시나호 등 여러 크고 작은 호수들이 위치해 있다.
키오가 호수는 우간다 중부에 위치한 호수로 빅토리아호에서 앨버트호까지 이어진다. 빅토리아 호수가 굉장히 넓고 광대하고 우아한 여왕 같은 호수라면 키오가 호수는 순박한 미소를 지닌 젊은 여인과 같은 느낌의 호수로 표현된다. 시야가 확트여있고 평화롭게 사람들이 호수에 옹기종기 모여사는 모습을 볼 수있다.

우간다의 강과 호수들

## 같이 보기
- 백나일강
- 반투족
- 콩고 분지